# Trung Vệ, Ninh Hạ
Trung Vệ (giản thể: 中卫; phồn thể: 中衛; bính âm: Zhōngwèi; Wade–Giles: Chung-wei, Tiểu nhi kinh:  جْووِ شِ, Hán Việt: Trung Vệ thị) là một địa cấp thị của khu tự trị, Ninh Hạ, Cộng hòa Nhân dân Trung Hoa. Trung Vệ nằm ở bờ tây Hoàng Hà, có diện tích 4633 km2, dân số 350.000 người.

## Địa lý
Trung Vệ nằm ở bờ bắc sông Hoàng Hà và tiếp giáp sa mạc Tengger ở phía bắc. Thành phố đã phải chống chọi tình trạng sa mạc hóa từ những năm 1950. Biện pháp mô hình bàn cờ rơm để ngăn sự mở rộng của những cồn cát không còn được áp dụng.

### Khí hậu
| Dữ liệu khí hậu của Trung Vệ               | Dữ liệu khí hậu của Trung Vệ | Dữ liệu khí hậu của Trung Vệ | Dữ liệu khí hậu của Trung Vệ | Dữ liệu khí hậu của Trung Vệ | Dữ liệu khí hậu của Trung Vệ | Dữ liệu khí hậu của Trung Vệ | Dữ liệu khí hậu của Trung Vệ | Dữ liệu khí hậu của Trung Vệ | Dữ liệu khí hậu của Trung Vệ | Dữ liệu khí hậu của Trung Vệ | Dữ liệu khí hậu của Trung Vệ | Dữ liệu khí hậu của Trung Vệ | Dữ liệu khí hậu của Trung Vệ |
| Tháng                                      | 1                            | 2                            | 3                            | 4                            | 5                            | 6                            | 7                            | 8                            | 9                            | 10                           | 11                           | 12                           | Năm                          |
| ------------------------------------------ | ---------------------------- | ---------------------------- | ---------------------------- | ---------------------------- | ---------------------------- | ---------------------------- | ---------------------------- | ---------------------------- | ---------------------------- | ---------------------------- | ---------------------------- | ---------------------------- | ---------------------------- |
| Cao kỉ lục °C (°F)                         | 14.0 (57.2)                  | 22.5 (72.5)                  | 28.2 (82.8)                  | 33.6 (92.5)                  | 36.0 (96.8)                  | 35.4 (95.7)                  | 37.6 (99.7)                  | 36.3 (97.3)                  | 35.7 (96.3)                  | 29.6 (85.3)                  | 22.7 (72.9)                  | 15.2 (59.4)                  | 37.6 (99.7)                  |
| Trung bình ngày tối đa °C (°F)             | 1.1 (34.0)                   | 6.4 (43.5)                   | 13.4 (56.1)                  | 20.5 (68.9)                  | 24.8 (76.6)                  | 28.4 (83.1)                  | 29.9 (85.8)                  | 28.2 (82.8)                  | 23.8 (74.8)                  | 18.0 (64.4)                  | 9.8 (49.6)                   | 2.7 (36.9)                   | 17.3 (63.0)                  |
| Trung bình ngày °C (°F)                    | −7.0 (19.4)                  | −2.1 (28.2)                  | 5.1 (41.2)                   | 12.5 (54.5)                  | 17.5 (63.5)                  | 21.6 (70.9)                  | 23.3 (73.9)                  | 21.5 (70.7)                  | 16.4 (61.5)                  | 9.7 (49.5)                   | 2.2 (36.0)                   | −4.8 (23.4)                  | 9.7 (49.4)                   |
| Tối thiểu trung bình ngày °C (°F)          | −13.1 (8.4)                  | −8.5 (16.7)                  | −1.5 (29.3)                  | 5.0 (41.0)                   | 10.2 (50.4)                  | 14.8 (58.6)                  | 17.1 (62.8)                  | 15.7 (60.3)                  | 10.6 (51.1)                  | 3.4 (38.1)                   | −3.0 (26.6)                  | −10.2 (13.6)                 | 3.4 (38.1)                   |
| Thấp kỉ lục °C (°F)                        | −29.1 (−20.4)                | −27.1 (−16.8)                | −18.5 (−1.3)                 | −8.7 (16.3)                  | −3.8 (25.2)                  | 5.4 (41.7)                   | 8.1 (46.6)                   | 7.1 (44.8)                   | −2.7 (27.1)                  | −11.4 (11.5)                 | −15.3 (4.5)                  | −28.8 (−19.8)                | −29.1 (−20.4)                |
| Lượng Giáng thủy trung bình mm (inches)    | 1.9 (0.07)                   | 1.1 (0.04)                   | 4.2 (0.17)                   | 8.9 (0.35)                   | 17.9 (0.70)                  | 27.0 (1.06)                  | 40.5 (1.59)                  | 43.5 (1.71)                  | 29.2 (1.15)                  | 13.2 (0.52)                  | 2.5 (0.10)                   | 0.6 (0.02)                   | 190.5 (7.48)                 |
| Số ngày giáng thủy trung bình (≥ 0.1 mm)   | 1.9                          | 1.3                          | 2.1                          | 3.1                          | 4.9                          | 6.0                          | 7.0                          | 7.6                          | 7.2                          | 4.1                          | 1.9                          | 0.8                          | 47.9                         |
| Số ngày tuyết rơi trung bình               | 2.9                          | 2.2                          | 1.7                          | 0.6                          | 0.1                          | 0                            | 0                            | 0                            | 0                            | 0.4                          | 1.8                          | 1.5                          | 11.2                         |
| Độ ẩm tương đối trung bình (%)             | 52                           | 46                           | 42                           | 39                           | 46                           | 54                           | 62                           | 67                           | 68                           | 60                           | 59                           | 55                           | 54                           |
| Số giờ nắng trung bình tháng               | 210.7                        | 214.2                        | 248.0                        | 265.8                        | 295.5                        | 294.5                        | 286.4                        | 267.5                        | 223.9                        | 237.8                        | 219.9                        | 214.4                        | 2.978,6                      |
| Phần trăm nắng có thể                      | 68                           | 69                           | 67                           | 67                           | 67                           | 67                           | 64                           | 64                           | 61                           | 69                           | 73                           | 72                           | 67                           |
| Nguồn: China Meteorological Administration |                              |                              |                              |                              |                              |                              |                              |                              |                              |                              |                              |                              |                              |

## Các đơn vị hành chính
Địa cấp thị Trung Vệ được chia thành 3 đơn vị hành chính cấp huyện gồm 1 quận và 2 huyện.
| Bản đồ                                           | Bản đồ   | Bản đồ         | Bản đồ        | Bản đồ        | Bản đồ          | Bản đồ        | Bản đồ |
| ------------------------------------------------ | -------- | -------------- | ------------- | ------------- | --------------- | ------------- | ------ |
| Sa Pha Đầu Huyện · Trung Ninh Huyện · Hải Nguyên |          |                |               |               |                 |               |        |
| Tên                                              | Hán tự   | Bính âm        | Tiểu nhi kinh | Dân số (2019) | Diện tích (km2) | Mật độ (/km2) |        |
| Quận Sa Pha Đầu                                  | 沙坡头区 | Shāpōtóu Qū    | شَاپُوَتِوْ ٿِيُوِ‎    | 414,200       | 4,633           | 89            |        |
| Huyện Trung Ninh                                 | 中宁县   | Zhōngníng Xiàn | جْونِئٍ‌ ثِيًا‎      | 351,700       | 2,841           | 124           |        |
| Huyện Hải Nguyên                                 | 海原县   | Hǎiyuán Xiàn   | خَيْ‌يُوًا ثِيًا‎     | 403,900       | 6,979           | 58            |        |